# English As She Is Spoke
English as she is spoke (corretamente se diz: English as it is spoken, em português: O inglês como ele é falado) é o nome dado por Mark Twain à edição americana do livro O Novo Guia de Conversação, em Portuguez e Inglez, em Duas Partes, um guia de conversação português–inglês publicado em 1855 por Pedro Carolino. Devido aos seus erros é considerado um dos grandes clássicos do humor não-intencional.

## Origem
Julga-se que o livro foi escrito, por encomenda de uma editora, por Pedro Carolino a partir de um guia de conversação Português-Francês, este competente, escrito por José da Fonseca.
Segundo investigações de Alexander MacBride do Departamento de Linguística da Universidade da Califórnia, Los Angeles (UCLA), Pedro Carolino teria usado a obra de José da Fonseca sem o conhecimento deste atribuindo-lhe co-autoria sem lhe ceder parte do pagamento.
O único problema é que Pedro Carolino não falava uma palavra de inglês e estava também longe de dominar a língua portuguesa. Toda a obra, segundo a opinião dos acadêmicos, resumiu-se à tradução, com a ajuda de um dicionário francês-inglês, do "Guia Francês-Português" de José da Fonseca. Este último era um escritor competente com várias obras, que decerto não foi consultado acerca da sua contribuição na obra, mas que serviu para dar mais credibilidade ao seu co-autor pouco conhecido.
O livro foi publicado em 1855, em Paris, e está em domínio público. A primeira edição puramente para venda como obra de comédia foi publicada em 1869 nos Estados Unidos. A descoberta do potencial cômico do livro foi feita por um britânico de Hong Kong que, de visita a Macau, o encontrou enquanto livro recomendado para as aulas de língua inglesa para crianças nas escolas públicas de Macau. Ele escreveu sobre o livro para o jornal londrino Notes and Queries, divulgando-o assim para o mundo.

## Estrutura
O livro tem diversas partes, todas com o mesmo conteúdo em português e inglês.
1. Vocabulário
2. Diálogos adequados ao jovem fidalgo, como visitas sociais, corridas de cavalo, no alfaiate, na ourivesaria, na caça, no jogo.
3. Anedotas para contar nas soirées.
4. Provérbios

## Recepção crítica
Uma das primeiras pessoas a se exprimirem sobre esta obra foi o famoso escritor estado-unidense Mark Twain, autor das Aventuras de Huckleberry Finn e as Aventuras de Tom Sawyer, que escreveu uma introdução para a edição a publicar nos Estados Unidos.
Nobody can add to the absurdity of this book, nobody can imitate it successfully, nobody can hope to produce its fellow; it is perfect, it must and will stand alone: its immortality is secure (Ninguém pode aumentar o absurdo deste livro, ninguém pode imitá-lo com sucesso, ninguém pode reproduzi-lo; é perfeito, não tem nem nunca terá par, a sua imortalidade é certa)
O sucesso de English as she is spoke foi tão grande nos países anglófonos que surgiram imitações, como: English as she is wrote (1883) e English as she is Taught: Being genuine answers to examination questions in our public schools (1887). No seguimento do sucesso inicial deste último livro, foram publicadas novas compilações de perguntas de exame com respostas cómicas de alunos. Como este género de comédia não existia antes do English as she is Spoke, pode-se considerá-lo o precursor de todo um género de comédia que perdura hoje, quer nos países de língua inglesa, quer nos de língua portuguesa (por exemplo nas supostas respostas de alunos citadas no Programa do Jô ou nos sites sobre Engrish).[carece de fontes?]
Ainda hoje English as she is spoke tem saída e pode ser encontrado em livrarias de língua inglesa, nomeadamente online.

## Algumas passagens
Só se pode imaginar a impressão que jovens nobres portugueses ou brasileiros terão dado aos seus congéneres americanos ou britânicos com este conhecimento da sua língua.

### Frases
| Frase em Português                                                  | Frase em inglês                                                                      | Tradução correcta                                                    |
| As paredes têm ouvidos.                                             | The walls have hearsay.                                                              | (The) walls have ears.                                               |
| Anda de gatinhas.                                                   | He go to four feet.                                                                  | He crawls. / Crawl. (imperative)                                     |
| A estrada é segura?                                                 | Is sure the road?                                                                    | Is the road safe?                                                    |
| Sabe montar a cavalo.                                               | He know ride horse.                                                                  | He can ride a horse.                                                 |
| Que horas são?                                                      | What o'clock is it?                                                                  | What time is it?                                                     |
| Quem cala consente.                                                 | That not says a word, consent.                                                       | Silence is consent.                                                  |
| Que faz ele?                                                        | What do him?                                                                         | What does he do? / What is he doing?                                 |
| Tenho vontade de vomitar.                                           | I have mind to vomit.                                                                | I feel like vomiting.                                                |
| Este lago parece-me bem piscoso. Vamos pescar para nos divertirmos. | That pond it seems me many multiplied of fishes. Let us amuse rather to the fishing. | This lake seems like it's full of fish. Let's have some fun fishing. |
| Bem sei o que devo fazer ou me compete.                             | I know well who I have to make.                                                      | I know very well what I have to do and what my responsibilities are. |

### Diálogos
O livro contém algumas expressões úteis para conversas familiares.
Por exemplo, ao jantar e às compras:
For to dine. (Para o Jantar)
Go to dine, the dinner is ready.
Cut some bread; here is it, I don't know if that boiled meat is good.
Gentilman, will you have some beans?
Peter, uncork a Porto wine bottle.
Sir, what will you to?
Some pears and apples, what wilt you?
Taste us rather that liquor, it is good for the stomach.
I am too much obliged to you, is done.
[ Vá jantar, o jantar está pronto.
Corte alguns pães, aqui estão, não sei se a carne cozida está boa.
Cavalheiro, gostaria de um pouco de feijão?
Peter, desarrolhe uma garrafa de vinho Porto.
Senhor, o que me diz?
Algumas pêras e maçãs, o que me diz?
Deguste aquela bebida, é tão boa para o estômago.
Estou tão agradecido, estou saciado.]

For to buy. (Para as compras)
I won't have a good and fine cloth to make a coat.
How much do you sell it the ell?
We thout overcharge you from a halfpenny, it cost twenty franks.
Sir, I am not accustomed to cheapen: tell me the last price.
I have told you, sir, it is valuable in that.
It is too much dear, I give at it, eighteen franks.
You shall not have what you have wished.
You did beg me my last word, I told you them.
Well, well, cut them two ells.
Don't you will not more?
No, at present.
Preservs a Nature

### Prefácio por Pedro Carolino
O prefácio do livro foi adaptado e traduzido quase literalmente do prefácio do livro de conversação português-francês de José da Fonseca, daí a referência a galicismos na primeira frase. Neste prefácio, incluindo na primeira edição (apesar de vir referida como se fosse uma segunda), Pedro Carolino tem o cuidado de assegurar o leitor que o seu livro, ao contrário de outros cheios de imprecisões e erros, não é feito de traduções literais que ensinam o aluno a falar inglês muito mal, mas sim de frases "escrupulosamente exactas" dentro do espírito da língua.
A choice of familiar dialogues, clean of gallicisms, and despoiled frases, it was missing yet to studious portuguese and brazilian youth.
we did put, with a scrupulous exactness, a great variety own espressions to english and portuguese idioms;
without to attach us selves (as make some others) almost at literal translation; translation what only will be for to accustom the portuguese pupils, or-foreign, to speak very bad any of the mentioned idioms. (sic)
The Works which we were conferring for this labour, fond use us for nothing; but those what were publishing to Portugal, or out, they were almost all composed for some foreign, or for some national little acquainted in the spirit of both languages. It was resulting from that corelessness to rest these Works fill of imperfections, and anomalies of style; in spite of the infinite typographical faults which some times, invert the sense of the periods. It increase not to contain any of those Works the figured pronunciation of the english words(sic)
Dedicatória
Pedro Carolino dedicou este livro aos jovens, com muita ternura e em seu próprio inglês:
We expect then, who the little book (for the care what we wrote him, and for her typographical correction) that may be worth the acceptation of the studious persons, and especialy of the Youth, at which we dedicate him particularly. (sic)

## Publicações ao longo dos tempos
- 1853 : Em Paris, J.-P. Aillaud, Monlon e Ca publicou O Novo guia da conversação em francês e português por José da Fonseca. Cópias deste livro existem na Biblioteca Nacional da França com o número de catálogo FRBNF30446608.
- 1855 : Em Paris, J.-P. Aillaud, Monlon e Ca publicou O Novo Guia da Conversação, em Português e Inglês, em Duas Partes, com autoria atribuida a José da Fonseca and Pedro Carolino. Cópias deste livro existem na Biblioteca Nacional da França com o número de catálogo FRBNF30446609.
- 1860 ou mais tarde : Surgiu o novo título English as she is spoke
- De 1870 até 1969: várias publicações surgiram em diversos países de língua inglesa, como Reino Unido, EUA e Austrália. Em geral cerca de uma nova edição por década.
- 1969 : Republicado em Nova Iorque por Dover Publications,English as she is spoke; the new guide of the conversation in Portuguese and English (ISBN 0-486-22329-9).
- 2002 : Nova edição editada por Paul Collins publicada por Collins Library (ISBN 097190474X).
- 2002 : Edição brasileira da Editora Casa da Palavra (ISBN 85-87220-56-X) (primeira edição brasileira[1])
- 2004 : Nova versão em paperback (ISBN 1-932416-11-0).
- 2016 : Edição fac-simile das Publicações Serrote (ISBN: 978-989-99614-0-1)[4]